# Hastings Direct International Championships 2005
Hastings Direct International Championships 2005 — жіночий тенісний турнір, що проходив на кортах з трав'яним покриттям Eastbourne Tennis Centre в Істборні (Велика Британія). Належав до турнірів 2-ї категорії в рамках Туру WTA 2005. Відбувсь утридцятьперше і тривав з 13 червня до 18 червня 2005 року.

## Фінальна частина

### Одиночний розряд
Кім Клейстерс —  Віра Душевіна 7–5, 6–0
- Для Клейстерс це був 3-й титул в одиночному розряді за сезон і 24-й — за кар'єру.[1]

### Парний розряд
Ліза Реймонд /  Ренне Стаббс —  Олена Лиховцева /  Віра Звонарьова 6–3, 7–5
- Для Реймонд це був перший титул в парному розряді за сезон і 45-й — за кар'єру.[2] Для Стаббс це був 1-й титул за рік і 49-й — за кар'єру.[3]